# 이준용 (축구 선수)
이준용(1995년 7월 9일 ~ )은 대한민국의 축구 선수이다.

## 클럽 경력
이준용은 2016시즌을 앞두고 브라질 2부리그인 캄페오나투 브라질레이루 세리이 B의 오에스치 FC에 입단하면서 커리어를 시작했다.
2017시즌을 앞두고 K3리그의 춘천시민축구단에 입단하면서 국내 무대로 복귀했다.
2018시즌을 앞두고 화성 FC로 이적했다.
2021시즌을 앞두고 K리그1의 광주 FC로 이적했다.